# 水野忠善
水野 忠善（みずの ただよし）は、江戸時代前期の大名。水野忠元の長男。下総山川藩（茨城県結城市）の第2代藩主、のちに駿河田中藩（静岡県藤枝市）、三河吉田藩（愛知県豊橋市）主。三河岡崎藩（愛知県岡崎市付近）初代藩主。忠元系水野家2代。官位は従五位下・大監物。

## 略歴
元和6年（1620年）、父・忠元の死により家督を相続する。寛永7年（1630年）、従五位下大監物に任官。
寛永12年（1635年）、1万石加増され駿河田中藩4万5000石に転封となる。この時大井川の氾濫に対処するため1000貫（1貫は1文銭1000枚）の巨費を投じて「千貫堤」（藤枝市史跡）を築堤したと伝わる。
寛永19年（1642年）に三河吉田藩に、正保2年（1645年）に5000石加増され三河岡崎藩5万石に移される。寛文4年（1664年）、弟の忠久に5000石を分与する。隣接する尾張徳川家を仮想敵国とし、軍備増強に注力した。
延宝4年（1676年）に死去、墓所は愛知県知多郡東浦町の乾坤院境内（「水野家四代の墓所」として東浦町史跡）。また、茨城県結城市大字山川新宿の「山川水野家墓所」にも墓がある（菩提寺の旧万松寺内にあった墓所で初代忠元から11代忠邦までの11基の墓のみが残る）。跡は長男・忠春が継いだ。

## 系譜
父母
- 水野忠元（父）
- 高松院 ー 三浦為春の娘（母）

正室
- 井上正就の娘

子女
- 水野忠春（長男）生母は正室
- 京極高直正室
- 松平乗久正室
- 丹羽氏純正室
- 水野元知正室
- 片桐貞房正室
- 牧野康道正室

## ギャラリー

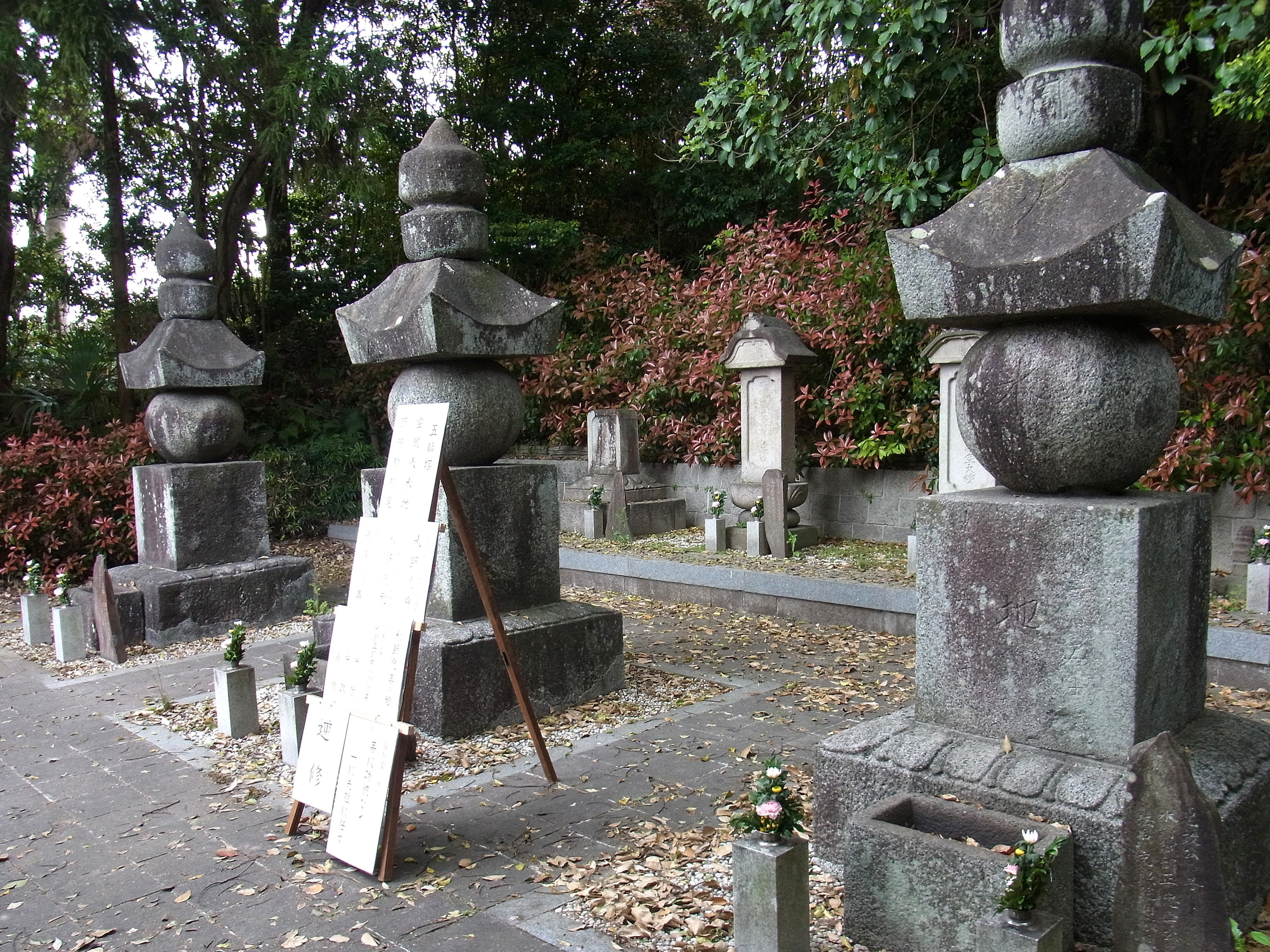
愛知県知多郡東浦町の乾坤院にある忠善の墓（前列奥）。
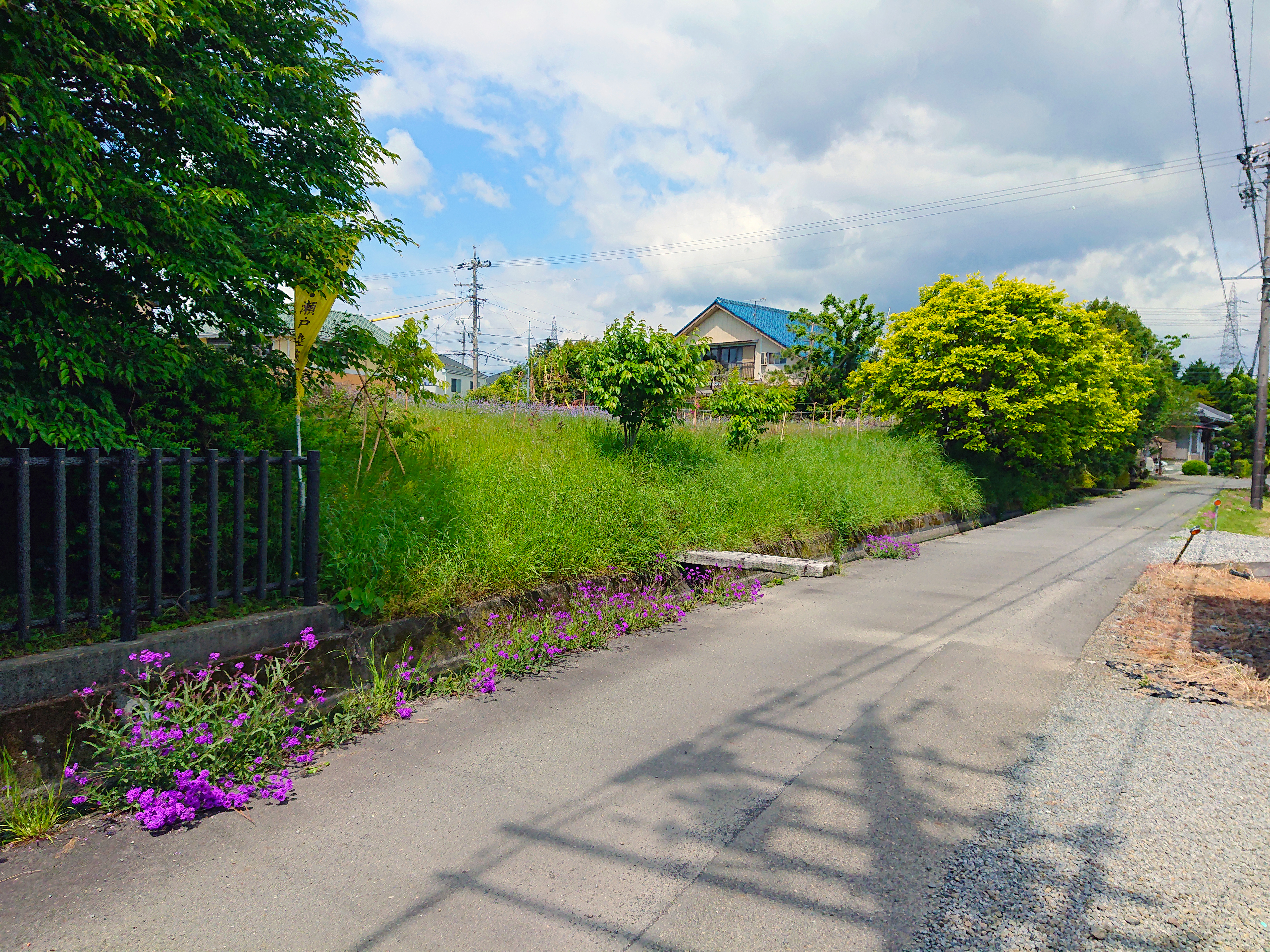
忠善が築堤を開始したと伝わり、静岡県藤枝市に残る千貫堤。